# Скурова
Скурова (пол. Skurowa) — село в Польщі, у гміні Бжостек Дембицького повіту Підкарпатського воєводства.
Населення — 427 осіб (2011).
У 1975-1998 роках село належало до Тарновського воєводства.

## Демографія
Демографічна структура станом на 31 березня 2011 року:
|          | Загалом | Допрацездатний вік | Працездатний вік | Постпрацездатний вік |
| -------- | ------- | ------------------ | ---------------- | -------------------- |
| Чоловіки | 206     | 45                 | 144              | 17                   |
| Жінки    | 221     | 55                 | 116              | 50                   |
| Разом    | 427     | 100                | 260              | 67                   |